# أق كمر عليا
أق كمر عليا (بالفارسية: آق‌کمر علیا) هي قرية تقع في قسم بالابند الريفي (مقاطعة فريمان) في إيران. يقدر عدد سكانها بـ 129 نسمة.